# アクレアシンAデアシラーゼ
アクレアシンAデアシラーゼ(Aculeacin-A deacylase、EC 3.5.1.70)は、アクレアシンAや関連するリポペプチド抗生物質のアミド結合を切断し、長鎖脂肪酸側鎖を遊離する反応を触媒する酵素である。
この酵素は加水分解酵素、特に鎖状アミドの炭素-窒素結合に作用するものに分類される。系統名は、アクレアシンA アミドヒドロラーゼ(aculeacin-A amidohydrolase)である。